# Liste von Schiffen mit dem Namen San Lorenzo Giustinian
Den Namen San Lorenzo Giustinian trugen zwei Linienschiffe der Marine der Republik Venedig. Namensgeber war der Patriarch von Venedig Lorenzo Giustiniani (in venezianischer Schreibweise ohne i am Ende).
- San Lorenzo Giustinian (1691), ein 1712 außer Dienst gestelltes 80-Kanonen-Schiff, nach dessen Muster über 20 weitere Linienschiffe gebaut wurden;
- San Lorenzo Giustinian (1715), ein 1744 außer Dienst gestelltes Linienschiff der oben genannten Baureihe, das den Namen des Typschiffs übernahm.